# Craft Glacier
Craft Glacier är en glaciär i Antarktis. Den ligger i Västantarktis. Inget land gör anspråk på området. Craft Glacier ligger 20 meter över havet.
Terrängen runt Craft Glacier är platt söderut, men norrut är den kuperad. Trakten är obefolkad. Det finns inga samhällen i närheten.